# عدوي اللدود
عدوي اللدود أو حرفيًّا عزيزي العدو (بالإنجليزية: Dear Enemy)‏ رواية رسائلية صدرت عام 1915 مكملة لأحداث رواية صاحب الظل الطويل للكاتبة الأمريكية جين ويبستر. كانت من بين أفضل 10 كتب مبيعًا في الولايات المتحدة في عام 1916. تُعرض القصة في سلسلة من الرسائل كتبتها سالي ماكبرايد، زميلة جودي آبوت وصديقتها المفضلة في صاحب الظل الطويل. من بين متلقي الرسائل جودي؛ وجيرفِس بندلتون، زوج جودي ورئيس دار الأيتام حيث تعمل سالي حتى يتم تعيين مشرف جديد؛ وجوردون هالوك، عضو الكونغرس الثري وخطيب سالي لاحقًا؛ وطبيب دار الأيتام، الاسكتلندي المحبط روبن «ساندي» مَكراي (الذي تخاطبه سالي في رسائلها: «عدوي اللدود»). تستخدم ويبستر البنية الرسائلية بشكل جيد؛ إن اختيار سالي لما ستحكيه لكل من مراسليها يكشف الكثير عن علاقاتها بهم.

## وصلات خارجية
- عدوي اللدود على موقع مشروع غوتنبرغ (الإنجليزية)